# Cubitostrea
Genre
Synonymes
Ostrea (Cubitostrea) Sacco, 1897
Cubitostrea est un genre fossile de mollusques bivalves de l'ordre des Ostreoida et de la famille des Ostreidae. Le genre est apparu au début du Jurassique, il y a environ 200 Ma (millions d'années).
Cubitostrea plicata

Valve droite
Valve gauche

## Présentation
Selon World Register of Marine Species (9 janvier 2015), le genre appartient à la sous-famille des Crassostreinae alors que pour  Paleobiology Database (19 octobre 2019), il se situe dans la sous-famille des Ostreinae.

## Espèces
Selon World Register of Marine Species (9 janvier 2015):
- † Cubitostrea cubitus (Deshayes, 1832)
- † Cubitostrea gudexi (Suter, 1917)

Selon Paleobiology Database (19 octobre 2019):
- Cubitostrea (Cubitostrea)
  - Cubitostrea (Cubitostrea) divaricata
  - Cubitostrea (Cubitostrea) perplicata
- Cubitostrea alvarezii
- Cubitostrea digitalina
- Cubitostrea dubertreti
- Cubitostrea elegans (Deshayes[4], 1832) (syn. Crassostrea (Cubitostrea) elegans, Ostrea elegans Deshayes, 1832) - Éocène de l'Égypte, de la Libye et du Royaume-Uni.
- Cubitostrea flabellula
- Cubitostrea glucumarides
- Cubitostrea gudexi
- Cubitostrea lisbonensis
- Cubitostrea mezquitalensis
- Cubitostrea multicostata
- Cubitostrea petropolitana
- Cubitostrea plicata
- Cubitostrea rugifera
- Cubitostrea sellaeformis
- Cubitostrea smithvillensis
- Ostrea (Cubitostrea) cymbula
- Ostrea (Cubitostrea) wemmelensis